# Przeciwciała monoklonalne
Przeciwciała monoklonalne, mAb (od ang. monoclonal antibody) – zbiór przeciwciał wykazujących jednakową swoistość wobec danego antygenu i ewentualnie takie samo lub podobne powinowactwo. Nazwa wywodzi się stąd, że wszystkie takie przeciwciała są otrzymywane z jednego klonu limfocytów B. Przeciwieństwem przeciwciał monoklonalnych są przeciwciała poliklonalne, czyli takie, które wiążą różne epitopy i wobec tego samego antygenu wykazują różne powinowactwo.
Przeciwciała monoklonalne zostały otrzymane po raz pierwszy przez Cesara Milsteina oraz Georges’a Koehlera w 1975 roku. Są stosowane w wielu diagnostycznych metodach badawczych, a próbuje się stosować je także w nowych metodach terapeutycznych, zwłaszcza do leczenia nowotworów.

## Otrzymywanie przeciwciał monoklonalnych

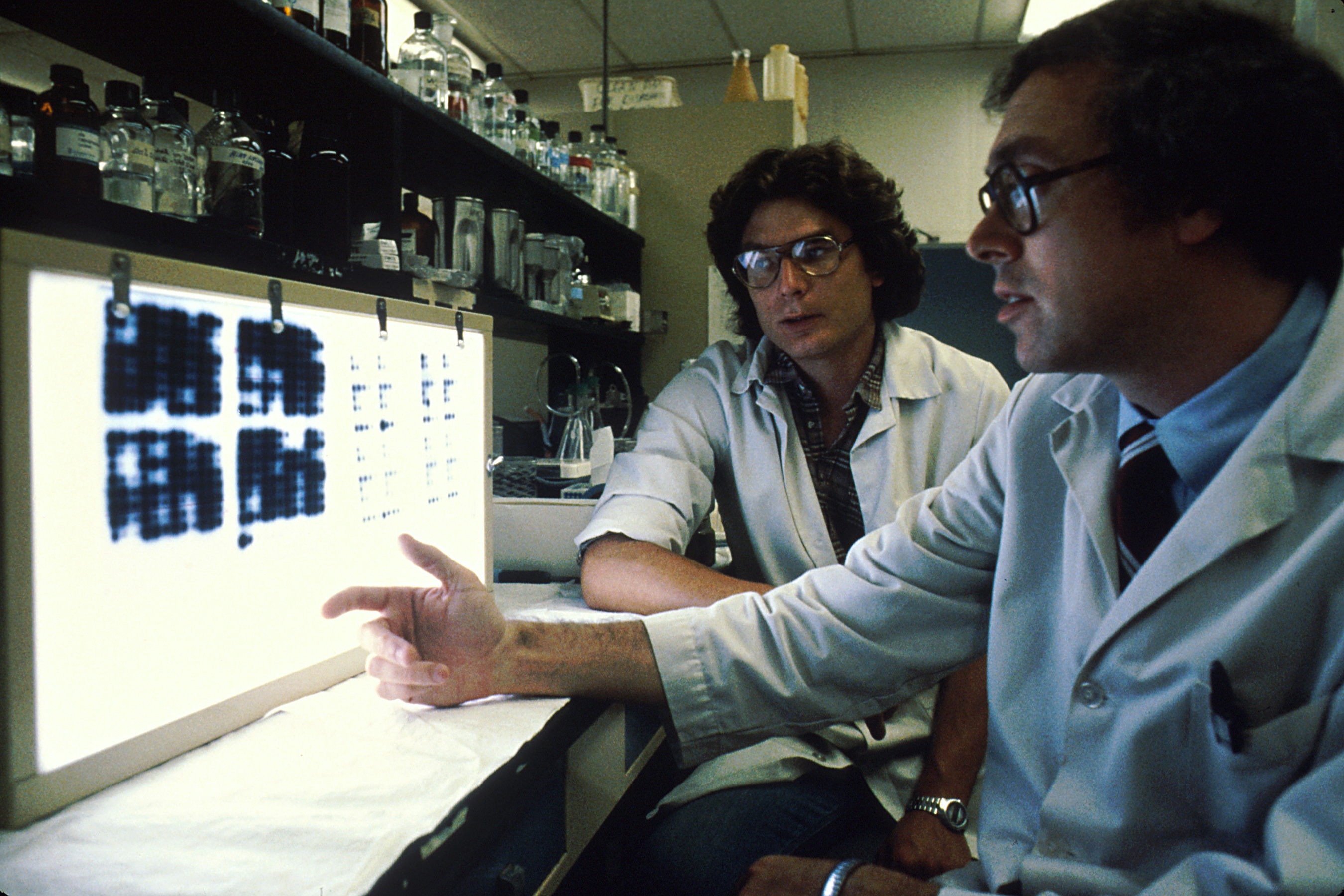
Naukowcy oglądają przeźrocza z laboratoryjnych hodowli komórek wytwarzających przeciwciała monoklonalne. Badacze analizują ich produkty i wybierają spośród nich najbardziej obiecujące.

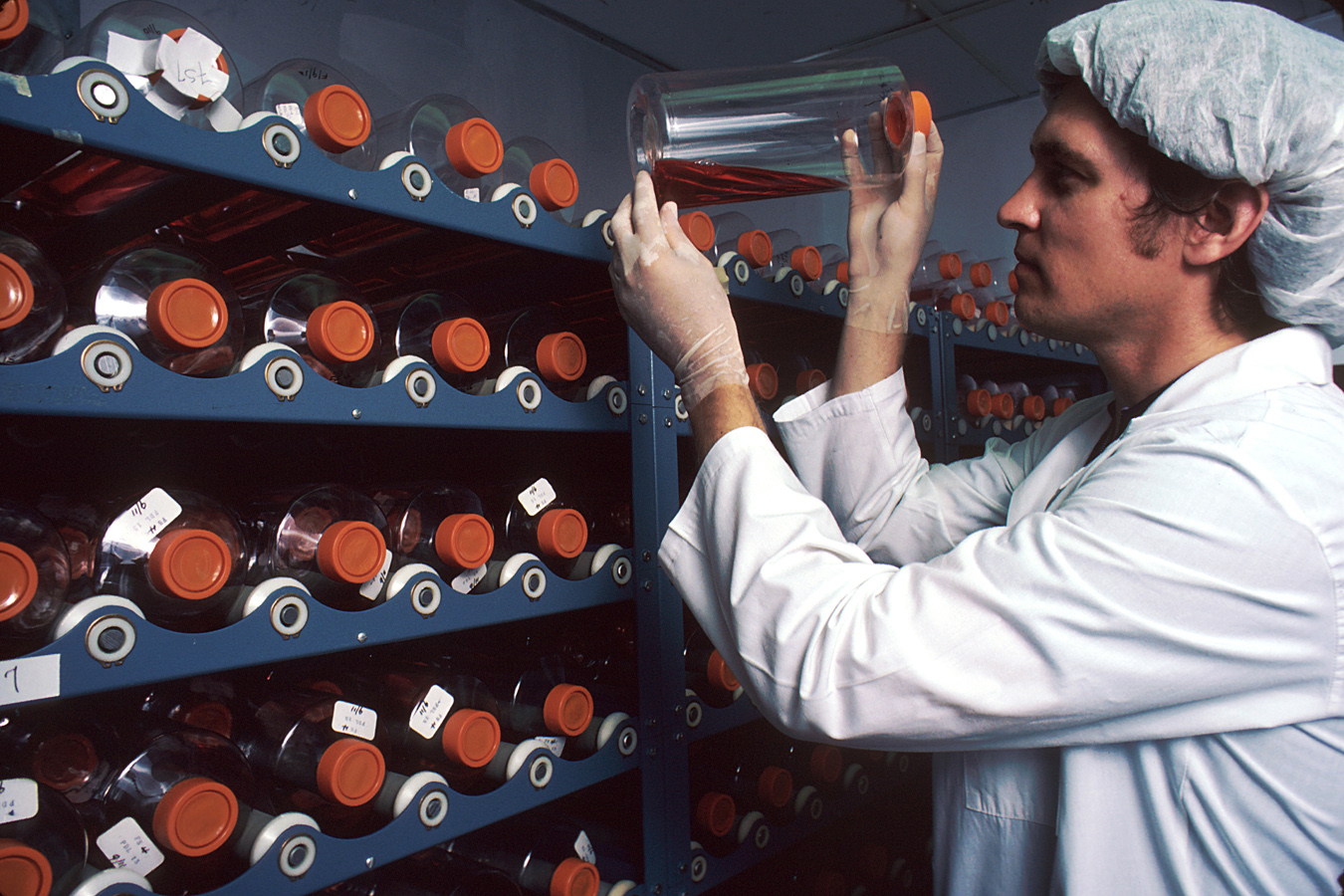
Przeciwciała monoklonalne można wytwarzać w dowolnych ilościach, w butlach jak na zdjęciu.

Klasyczna metoda produkcji przeciwciał monoklonalnych opiera się na fuzji komórek szpiczakowych z limfocytami B o żądanej swoistości. Zamysł takiego postępowania polega na połączeniu komórki nowotworowej, obdarzonej „nieśmiertelnością” (czyli zdolnością do nieograniczonej liczby podziałów) i dostarczającej rybosomów, z komórką B o znanej swoistości. Limfocyty B pozyskuje się ze śledziony myszy, które wcześniej zaszczepiono antygenem, przeciwko któremu chce się otrzymać przeciwciała monoklonalne. Zakłada się przy tym, że komórka hybrydowa będzie wykazywać swoistość limfocytu B, a nie komórki szpiczakowej. Żeby jednak mieć pewność co do wyniku, stosuje się następujące działania:
- wybiera się tylko takie komórki szpiczaka, które produkują tylko łańcuch ciężki immunoglobulin lub nie produkują immunoglobulin w ogóle
- komórki szpiczaka uszkadza się w ten sposób, żeby nie mogły produkować np. jakiegoś niezbędnego do życia enzymu. Fuzja dostarczy im tego enzymu, gdyż używane do niej limfocyty B będą go zawierać. Najczęściej stosuje się linie z uszkodzonym genem fosforybozylotransferazy hipoksantynowo-guaninowej (HGPRT), która jest zaangażowana w syntezę puryn.
- komórki hybrydowe hoduje się w selektywnym płynie hodowlanym, który nie zawiera substancji będącej produktem uszkodzonego enzymu. W ten sposób komórki szpiczaka, które nie uległy fuzji z limfocytem B z pewnością zginą. W przypadku zastosowania komórek HGPRT należy dodać do podłoża aminopterynę, która uniemożliwia zajście syntezy puryn alternatywną drogą metaboliczną.
- płyn hodowlany nie może zawierać cytokin, które utrzymują przy życiu limfocyty B. Dzięki temu limfocyty B, które nie uległy fuzji, ulegną apoptozie.
- po paru dniach hodowli komórki rozmieszcza się w osobnych naczyńkach tak, że przeciwciała w danym naczyńku będą pochodzić tylko i wyłącznie z jednego klonu komórek szpiczakowych, będą zatem przeciwciałami monoklonalnymi.

## Rodzaje przeciwciał monoklonalnych
Przeciwciała monoklonalne zwykle otrzymuje się, operując komórkami myszy. Z tego względu u pacjenta, któremu podano takie przeciwciała, należy spodziewać się odpowiedzi na antygeny myszy. Mimo to przeciwciała monoklonalne są szeroko stosowane i opracowuje się coraz nowsze metody bazujące na ich właściwościach.

### Klasyczne przeciwciała monoklonalne
Są to przeciwciała monoklonalne, które nie podlegają dalszym modyfikacjom. Ich budowa jest taka sama, jak w przypadku normalnych, poliklonalnych przeciwciał. Takie przeciwciała mogą być łączone z innymi związkami chemicznymi, co pozwala rozszerzyć ich właściwości. Poniżej przedstawione są główne sposoby modyfikacji przeciwciał monoklonalnych.

#### Immunotoksyny
Immunotoksynami nazywamy połączenia przeciwciał monoklonalnych, czynników wzrostowych (growth factors) lub cytokin z toksynami bakteryjnymi lub roślinnymi. Zasada działania takich koniugatów polega na tym, że po przyłączeniu się do danego antygenu (np. na powierzchni komórki nowotworowej) toksyna może niszczyć komórkę niosącą ten antygen. W ten sposób mogą być niszczone określone komórki bez szkody dla innych komórek organizmu. Jest to możliwe dzięki modyfikacji toksyny w taki sposób, żeby nie mogła ona uszkadzać innych komórek, do których immunotoksyna mogłaby się przypadkowo przyłączyć, np. poprzez część Fc przeciwciała (patrz: przeciwciało: Budowa). Oprócz sprzęgania całego przeciwciała monoklonalnego z toksyną, można także połączyć toksynę jedynie z częścią zmienną przeciwciała.

#### Połączenie przeciwciał monoklonalnych z lekami
Takie koniugaty tworzy się w podobnym celu, co immunotoksyny. Dzięki temu możliwe jest dostarczenie leku bezpośrednio do chorego miejsca, np. nowotworu. W ten sposób zużywa się mniejszą dawkę leku oraz ogranicza jego efekty uboczne, co w przypadku chemioterapii ma olbrzymie znaczenie.

#### Połączenie przeciwciał monoklonalnych z izotopami
Koniugaty z radioizotopami umożliwiają lokalne „naświetlenie” komórek nowotworowych. Umożliwia to zmniejszenie dawki promieniowania oraz bardziej precyzyjne naświetlenie. Podobnie jak w przypadku immunotoksyn i połączeń z lekami, połączenia z radioizotopem umożliwiają także zwalczenie małych skupisk tkanek nowotworowych, które nie mogą być wykryte. Ponadto używając detektorów promieniowania, możliwe jest także zidentyfikowanie miejsc występowania przerzutów, zwłaszcza w postaci bardzo małych guzków, niewykrywalnych innymi metodami.

### Przeciwciała o podwójnej swoistości
Są to przeciwciała, które mogą reagować z dwoma różnymi antygenami. Jest to możliwe dzięki sprzężeniu ze sobą dwóch kompletnych przeciwciał monoklonalnych, dwóch części Fab pochodzących z różnych przeciwciał lub dwóch różnych łańcuchów ciężkich połączonych z różnymi łańcuchami lekkimi. Przeciwciała takie można zastosować w leczeniu nowotworów w ten sposób, że jedna część przeciwciała łączy się z komórką nowotworową, druga zaś z limfocytem T cytotoksycznym, co pozwoli na zabicie komórki nowotworowej.

### Przeciwciała chimeryczne i humanizowane
Przeciwciała chimeryczne to takie, w których większość łańcucha polipeptydowego stanowi białko ludzkie, natomiast część zmienna lub jej najważniejsze fragmenty są pochodzenia mysiego. W ten sposób możliwe jest zmniejszenie efektów ubocznych związanych z odpowiedzią organizmu pacjenta na mysie immunoglobuliny. Przeciwciałami chimerycznymi z reguły nazywa się te, których cała część zmienna jest pochodzenia mysiego. Jeśli wymienione zostały tylko rejony hiperzmienne, takie przeciwciała nazywa się humanizowanymi.

### Abzymy
Abzymy to przeciwciała o możliwościach katalitycznych. Zasada ich działania polega na tym, że mogą one przeprowadzić substrat w produkt poprzez związek pośredni, analogicznie do enzymów. Abzymy otrzymuje się w ten sposób, że otrzymuje się przeciwciała monoklonalne przeciwko antygenowi podobnemu do stadium przejściowego reakcji enzymatycznej. Takie przeciwciało może wiązać substrat tej reakcji i przekształcać go do stanu przejściowego, zaś dalsza część reakcji zachodzi samorzutnie. Abzymy są o wiele mniej skuteczne od enzymów, ale prawdopodobnie znajdą zastosowanie w katalizie niespotykanych w przyrodzie reakcji.

### Przeciwciała antygenizowane
Otrzymuje się je poprzez zastąpienie trzeciego rejonu hiperzmiennego przeciwciała epitopem danego antygenu. Podanie takich przeciwciał powoduje silniejsze pobudzenie układu odpornościowego niż w przypadku podania samego antygenu. Mechanizmy tego zjawiska nie są jednak znane.

## Zastosowanie przeciwciał monoklonalnych
Przeciwciała monoklonalne są już używane jako leki, prowadzonych jest też coraz więcej badań nad ich potencjalnymi, przyszłymi zastosowaniami. Główne zastosowania mAb to między innymi:
- terapia nowotworów. Przykładem może być Mylotarg, który jest używany w leczeniu ostrej białaczki szpikowej i będący koniugatem mAb anty-CD33 ze złożonym oligosacharydem indukującym rozcinanie DNA.
- immunosupresja w transplantologii, dająca możliwość wybiorczego hamowania odpowiednich subpopulacji limfocytów
- immunosupresja w chorobach o podłożu zapalnym, w których można użyć przeciwciał skierowanych przeciwko cytokinom wywołującym patologię
- blokowanie krzepnięcia krwi przez blokowanie receptorów płytek wiążących się z fibrynogenem. Znajduje to zastosowanie u pacjentów po angioplastyce.
- neutralizacja toksyn z użyciem przeciwciał monoklonalnych jest lepsza od stosowania surowic (np. w leczeniu tężca), gdyż pacjentowi nie dostarcza się dodatkowego balastu białkowego w postaci białek surowicy obcego gatunku.
- badania diagnostyczne w laboratorium analitycznym (testy ELISA i RIA)
- oczyszczanie różnych substancji z użyciem kolumn wypełnionych neutralną substancją opłaszczoną mAb
- terapia osteoporozy[1]

## Główne problemy terapii z użyciem mAb
Mimo wielu zalet przeciwciał monoklonalnych ich użycie sprawia pewne problemy. Wiąże się to z następującymi zagadnieniami:
- ze względu na trudność w pozyskaniu i hodowli ludzkich linii szpiczakowych oraz etyczne przeszkody w immunizacji ludzi do fuzji używa się komórek mysich. Powoduje to, że produkowane są mysie przeciwciała, mogące wywołać reakcję ludzkiego układu odpornościowego. Problem ten jest rozwiązywany przez przeciwciała chimeryczne i humanizowane. Próbuje się także uzyskać transgeniczne myszy z wprowadzonymi ludzkimi genami dla przeciwciał.
- immunotoksyny mogą przypadkowo uszkadzać inne komórki organizmu, nie tylko te, które są ich celem. Tutaj próbuje się unieszkodliwiać toksyny w ten sposób, aby mogły działać jedynie na komórki, z którymi przeciwciało się łączy swoiście. Stosuje się także immunotoksyny bazujące na przeciwciałach o podwójnej swoistości, przeciwko np. dwóm różnym antygenom nowotworowym.
- przeciwciała monoklonalne są dużymi cząsteczkami i dlatego bardzo powoli migrują do tkanek. Problem ten jest rozwiązywany przez próby wiązania toksyn i leków z częściami zmiennymi przeciwciał.
- otrzymywanie przeciwciał monoklonalnych wymaga stosunkowo dużych nakładów finansowych, jednak rozwój inżynierii genetycznej z pewnością doprowadzi do znacznego zmniejszenia kosztów.